# Matilde Ortiz
Matilde Ortiz Reyes (Veracruz, 16 settembre 1990) è una pallanuotista spagnola.

## Palmarès

### Club
- Campionato spagnolo: 17

Sabadell: 2004-05, 2006-07, 2007-08, 2008-09, 2010-11, 2011-12, 2012-13, 2013-14, 2014-15, 2015-16, 2016-17, 2017-18, 2018-19, 2020-21, 2021-22, 2022-23, 2024-25
- Copa de la Reina: 15

Sabadell: 2004-05, 2007-08, 2008-09, 2009-10, 2010-11, 2011-12, 2012-13, 2013-14, 2014-15, 2016-17, 2017-18, 2018-19, 2019-20, 2020-21, 2022-23
- Supercopa de España: 12

Sabadell: 2009, 2010, 2011, 2012, 2013, 2014, 2015, 2016, 2017, 2018, 2020, 2023
- LEN Euro League Women: 7

Sabadell: 2010-11, 2012-13, 2013-14, 2015-16, 2018-19, 2022-23, 2023-24
- Supercoppa LEN: 5

Sabadell: 2013, 2014, 2016, 2023, 2024

### Nazionale
- Olimpiadi

Londra 2012: 
- Mondiali

Barcellona 2013: 
Budapest 2017: 
- Europei

Budapest 2014: 
Barcellona 2018: 
- Coppa del mondo

Chanty-Mansijsk 2014: 
- World League

Shanghai 2016: 